# You Want It You Got It
You Want It You Got It és el segon àlbum de Bryan Adams, que va sortir al mercat el 1981. A diferència del primer àlbum, on Adams i Vallance tocaven ells mateixos la majoria d'instruments, aquest treball va ser gravat en directe (live) a l'estudi i va ser acabat i mesclat en només dues setmanes a la primavera de 1981 a Nova York.
El títol original de l'àlbum era "Bryan Adams Hasn't Heard Of You Either", però els conservadors de la companyia discogràfica van preferir no fer cas al sentit humor del cantant, i van optar per aquest títol més discret.

## Cançons de l'àlbum
| Núm. | Cançó                     | Durada |
| ---- | ------------------------- | ------ |
| 1.   | "Lonely Nights"           | 3:46   |
| 2.   | "One Good Reason"         | 4:22   |
| 3.   | "Don't Look Now"          | 3:06   |
| 4.   | "Coming Home"             | 3:34   |
| 5.   | "Fits Ya Good"            | 4:35   |
| 6.   | "Jealousy"                | 3:49   |
| 7.   | "Tonight"                 | 4:48   |
| 8.   | "You Want It, You Got It" | 3:49   |
| 9.   | "Last Chance"             | 3:17   |
| 10.  | "No One Makes It Right"   | 3:17   |